# Alfredo il Grande
Alfredo il Grande (deutsch: Alfred der Große) ist eine von Gaetano Donizetti komponierte Oper (Originalbezeichnung: „Opera seria“) in zwei Akten. Das Libretto verfasste Andrea Leone Tottola nach einer Vorlage von Bartolomeo Merelli. Die Oper wurde am 2. Juli 1823 am Teatro San Carlo in Neapel uraufgeführt. Ob es eine weitere Aufführung gegeben hat, ist unklar. Die szenische Wiederentdeckung der Oper fand im Rahmen des Donizetti Opera Festival 2023 in Bergamo statt.

## Handlung
Athelny, England im neunten Jahrhundert, während der dänischen Invasion. Königin Amalia ist in Begleitung von General Eduardo und als Bauernmädchen verkleidet auf der verzweifelten Suche nach ihrem Mann, König Alfredo, der sich auf dem Land versteckt hat, um den ihn jagenden Invasoren zu entkommen.
Der Bauer Guglielmo bietet ihnen Unterschlupf, ohne zu ahnen, dass die beiden Flüchtigen vom dänischen General Atkins verfolgt werden. In der bescheidenen Hütte von Guglielmo findet Amalia Alfredo, doch ihre Freude währt nicht lange. Atkins ist ihnen gefolgt, hat ihr Versteck gefunden und taucht als Engländer verkleidet bei Alfredo auf, um ihn zu warnen, dass die Dänen sein Versteck entdeckt haben. Guglielmo hilft seinen Gästen, durch einen Geheimgang zu fliehen, den sie auf allen Vieren durchqueren, doch zurück in der freien Natur werden Alfredo und Amalia von Atkins und den Dänen überrascht und gefangen genommen.
In der Zwischenzeit hat Eduardo die englischen Truppen zusammengetrommelt, während Guglielmo mit einer Gruppe von bewaffneten Schafhirten und Bauern herbeieilt. Die beiden Gruppen verbünden sich gegen die Eindringlinge, die zahlenmäßig deutlich unterlegen sind. Alfredo wird so befreit, will aber aus Großmut seine Überlegenheit nicht ausnutzen: Er befreit Atkins und seine Männer und trifft sie auf dem Schlachtfeld.
Eine große englische Armee hat sich für die nächste Schlacht versammelt. Im Zelt von Guglielmo stacheln Alfredo und Amelia ihn zum Heldentum an. Auch Enrichetta und Margherita, zwei Bauernmädchen, freuen sich auf den bevorstehenden Sieg und den darauffolgenden Frieden. Dann gewinnen Alfredos Soldaten mit der Unterstützung der bewaffneten Zivilisten von Guglielmo die Schlacht. Doch das Schicksal des Helden ist noch nicht zu Ende: Auf der Flucht nach der Niederlage des dänischen Heeres treffen Atkins und seine Männer auf Königin Amalia in Begleitung von Enrichetta und nehmen sie gefangen. Amalia ist kurz davor, sich heldenhaft mit einem Dolch zu erdolchen, anstatt ihrem Entführer zu folgen. Doch da stürzt sich Eduardo, der von Alfredo geschickt wurde, um zusammen mit Guglielmo nach seiner Frau zu suchen, in die Szene: Die Engländer stürzen sich auf die dänische Truppe, lösen sie auf, befreien Amalia und nehmen Atkins gefangen.
Die Oper endet damit, dass alle wieder jubeln: Alfredo und Amalia sind wieder vereint, die dänischen Eindringlinge werden zurückgeschlagen, und das Volk jubelt dem König als Befreier des Landes zu.

## Werkgeschichte
Diese Oper mit ihrer „stark von Rossini beeinflussten Partitur“ war Donizettis erster Ausflug in die britische Geschichte, aber sie erwies sich als Misserfolg. Sie wurde am 2. Juli 1823 unter der musikalischen Leitung von Nicola Festa im Teatro San Carlo in Neapel uraufgeführt. Die Bühnenbilder stammten von Antonio Niccolini und Francesco Tortolj. Die Sänger waren Andrea Nozzari (Alfredo), Elisabetta Ferron (Amalia), Pio Botticelli oder Giovanni Botticelli (Eduardo), Michele Benedetti (Atkins), Anna Maria Cecconi oder Teresa Cecconi (Enrichetta), Gaetana Gorini/Corini (Margherita), Massimo Orlandini (Guglielmo) und Gaetano Chizzola (Rivers).
Für weitere zeitgenössische Aufführungen gibt keine Hinweise.
Eine Wiederaufführung gab es erst am 19. November 2023 beim Donizetti Opera Festival in Bergamo unter der Leitung von Corrado Rovaris. Regie führte Stefano Simone Pintor, die Bühne stammte von Gregorio Zurla, Kostümbildnerin war Giada Masi. Es sangen Antonino Siragusa (Alfredo), Gilda Fiume (Amalia), Lodovico Filippo Ravizza (Eduardo), Adolfo Corrado (Atkins), Valeria Girardello (Enrichetta), Floriana Cicìo (Margherita), Antonio Gares (Guglielmo) und Andrés Agudelo (Rivers).

## Aufnahmen
- Opera Rara, 1998. Della Jones sings Donizetti. CD-Box beinhaltet „Che potrei dirti, o caro?“ gesungen von Della Jones, mit Theresa Goble, Ian Platt, Linda Kitchen, Brendan McBride, und David Ashman. Royal Philharmonic Orchestra, Dirigenten Paul McGrath und David Parry. ORR 203.
- Opera Rara, 2004. The Young Donizetti. CD beinhaltet die Kavatine „Non é di morte il fulmine“, gesungen von Bruce Ford. London Philharmonia Orchestra, Dirigent: David Parry. ORR 229.

## Digitalisate
- Alfredo il grande: Noten und Audiodateien im International Music Score Library Project
- Libretto (italienisch), Neapel 1823. Digitalisat bei Google Books